# 最後の仕事
『最後の仕事』（さいごのしごと）は、テレビ朝日系列で、2014年1月12日23:15 - 24:15（JST）に放送された単発テレビドラマである。第12回テレビ朝日21世紀新人シナリオ大賞作品。

## 概要
殺し屋を引退し、介護付き老人ホームで余生を送ろうとしていた下嶋栄治。そんな栄治の枕元に、かつて自分が殺した兄貴分の幽霊が現れた。幽霊は栄治に殺しを依頼した。栄治は「最後の仕事」を実行に移す･･･

## キャスト
- 下嶋栄治（70歳・元殺し屋） - 北大路欣也
- 原口沙織（看護師） - 木南晴夏
- 菊池（栄治がかつて殺害した、兄貴分） - 勝野洋
- 川西（老人ホーム常駐の医師） - 萩原聖人
- 下嶋加代（栄治の妻） - 原田美枝子
- 健人（沙織の姉の子供） - 五十嵐陽向
- 川西の妻 - 細野今日子
- 浜田晃、玉置孝匡、平澤宏々路、川久保宏之、千葉理紗子

## スタッフ
- 脚本 - 戸田幸宏
- 演出 - 高橋伸之
- プロデュース - 中込卓也（テレビ朝日）、平部隆明（ホリプロ）
- スタント - 釼持誠
- 医療監修 - 守屋俊介
- 音響効果 - スポット
- 技術協力 - バル・エンタープライズ
- 美術協力 - KHKアート、山崎美術
- ポスプロ - ザ・チューブ
- チーフプロデューサー - 田中芳之
- 製作プロダクション - ホリプロ
- 製作著作 - テレビ朝日